# Presbytis hosei
El langur de Hose (Presbytis hosei) es una especie de primate catarrino de la familia Cercopithecidae. Es endémico de la isla de Borneo, en territorio de Brunéi, Kalimantan (Indonesia) y Malasia Oriental. Su hábitat natural es el bosque seco tropical y subtropical. Se encuentra amenazado por la pérdida de hábitat.

## Subespecies
- Presbytis hosei canicrus, langur de Miller.
- Presbytis hosei everetti, langur de Everett.
- Presbytis hosei hosei, langur de Hose.
- Presbytis hosei sabana, langur de sabana.

La subespecie P. h. canicrus, desde 2004 se creía extinta, pero sobrevive en la reserva natural de Wehea, en Kalimantan, la parte indonesia de la isla de Borneo, según anunció la revista American Journal of Primatology, que publicó en 2012 el descubrimiento de un equipo internacional de científicos que halló a los sobrevivientes.